# 罗宾·帕迪利亚

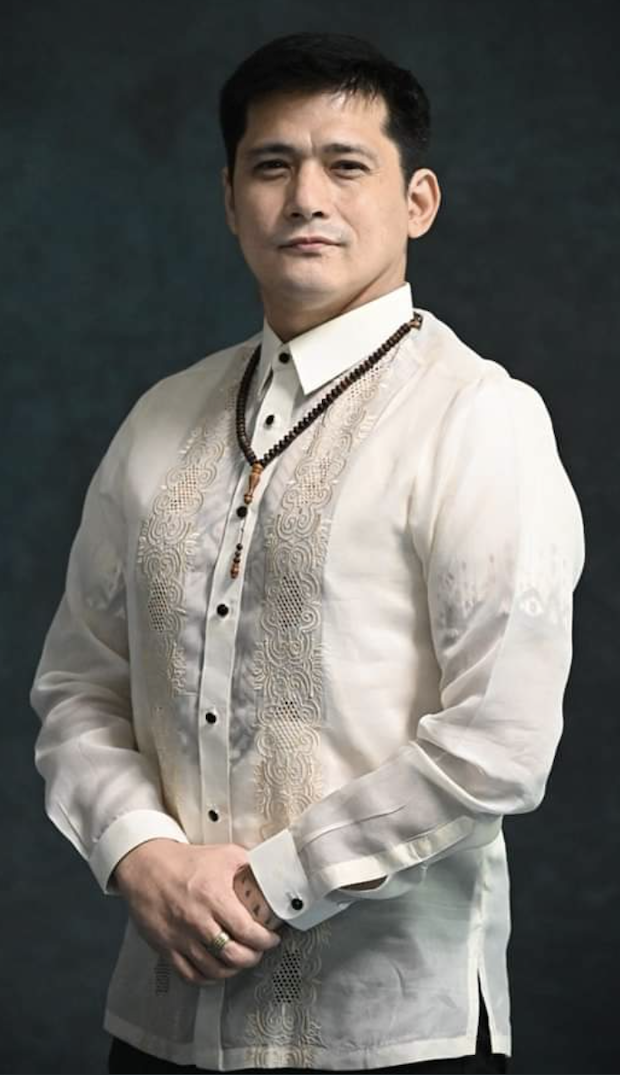
罗宾·帕迪拉

罗宾汉·费迪南德·卡里尼奥·帕迪利亚 ([kaˈɾiɲo paˈdilja]，1969年11月23日—）， 是一名菲律宾演员、电影导演和政治人物，2022年以菲律賓歷史第二高（截至2025年）的票數當選菲律宾参议员。他也是自1995年以来菲律宾第一位穆斯林参议员。他是罗德里戈·杜特尔特的支持者， 並于2024年7月24日出任菲律宾民主党主席。 